# Schir (Einheit)
Schir war ein Volumen- und Getreidemaß im dänischen Herzogtum Schleswig. Es war der achte und seltener der zehnte Teil einer Tonne.
- Sonderburg:1 Schir = 874 Pariser Kubikzoll = 5 1/20 Metzen (preuß.)
- Todern:1 Schir = 930 Pariser Kubikzoll = 5 1/3 Metzen (preuß.)